# Marion Gräfin Dönhoff
Marion Gräfin Dönhoff (Schloss Friedrichstein, 2 dicembre 1909 – Friesenhagen, 11 marzo 2002) è stata una giornalista e saggista tedesca.

## Biografia
Nata in una famiglia aristocratica appartenente all'antica nobiltà prussiana, studiò all'università di Basilea, ottennendo un dottorato in economia. Di idee liberali e socialiste, fu una strenua oppositrice del Nazismo, contribuendo all'ideazione dell'attentato a Hitler del 20 luglio 1944.
La sua tesi, espressa in "un libretto uscito nel 1994 (...) offrendo una interpretazione differente di tutta la storia prussiana", sosteneva che "anche nei cupi tempi hitleriani c'erano stati molti ufficiali prussiani che non avevano praticato un'obbedienza cieca ed erano estremamente ostili al nazismo".
Nel dopoguerra emerse come una delle personalità più autorevoli del giornalismo della Germania Ovest, diventando una delle voci di punta del Die Zeit, di cui fu anche direttore ed editore.